# Байлар
Байла́р (баш. Байлар, тат. Байлар) — тюркское (кыпчакское) племя монгольского происхождения, участвовавшее в этногенезе татар, северо-западных башкир, этноним также известен у казахов, монголов, огузов, узбеков.

## Родовой состав
Роды байларцев: сураш, салагуш, калмаш.

## Этническая история
Этнически восходит к монгольским и тюркским племенам Центральной Азии и Алтая.
В этногенезе байлар прослеживаются древнейшие связи с самодийскими племенами Южной Сибири и Северного Алтая I тысячелетия до н. э.
Асфандияров А. З. относит роды буляр и байлар по происхождению к древним булгарам. Однако это заключение, по мнению Р. Г. Кузеева, является неточным.
Ряд исследователей отождествляет байларов с племенем байдар (байандур, баяндур), генетически связанным с монгольским племенем баяут. Ряд других авторов включает племя баяндур в число огузских племён, имеющих монгольское происхождение.

## Расселение
Этнически восходит к монгольским и тюркским племенам Центральной Азии и Алтая.
В конце 1-го тысячелетия  расселились в верховьях Демы и Ика,  В XII—XIV веках переселились в низовья реки Ик, Мензеля, на правобережье реки Кама при впадении в неё реки Иж, позже в бассейн реки Ик, по реки Степной Зай, в низовьях реки Иж.
Земли племени байлар располагались на территории современных Ермекеевского, Илишевского, Туймазинского районов Республики Башкортостан и Агрызского, Актанышского, Сармановского, Ютазинского, Бавлинского, Мензелинского районов, Менделеевского, Тукаевского районов Республики Татарстан.